# Auslese

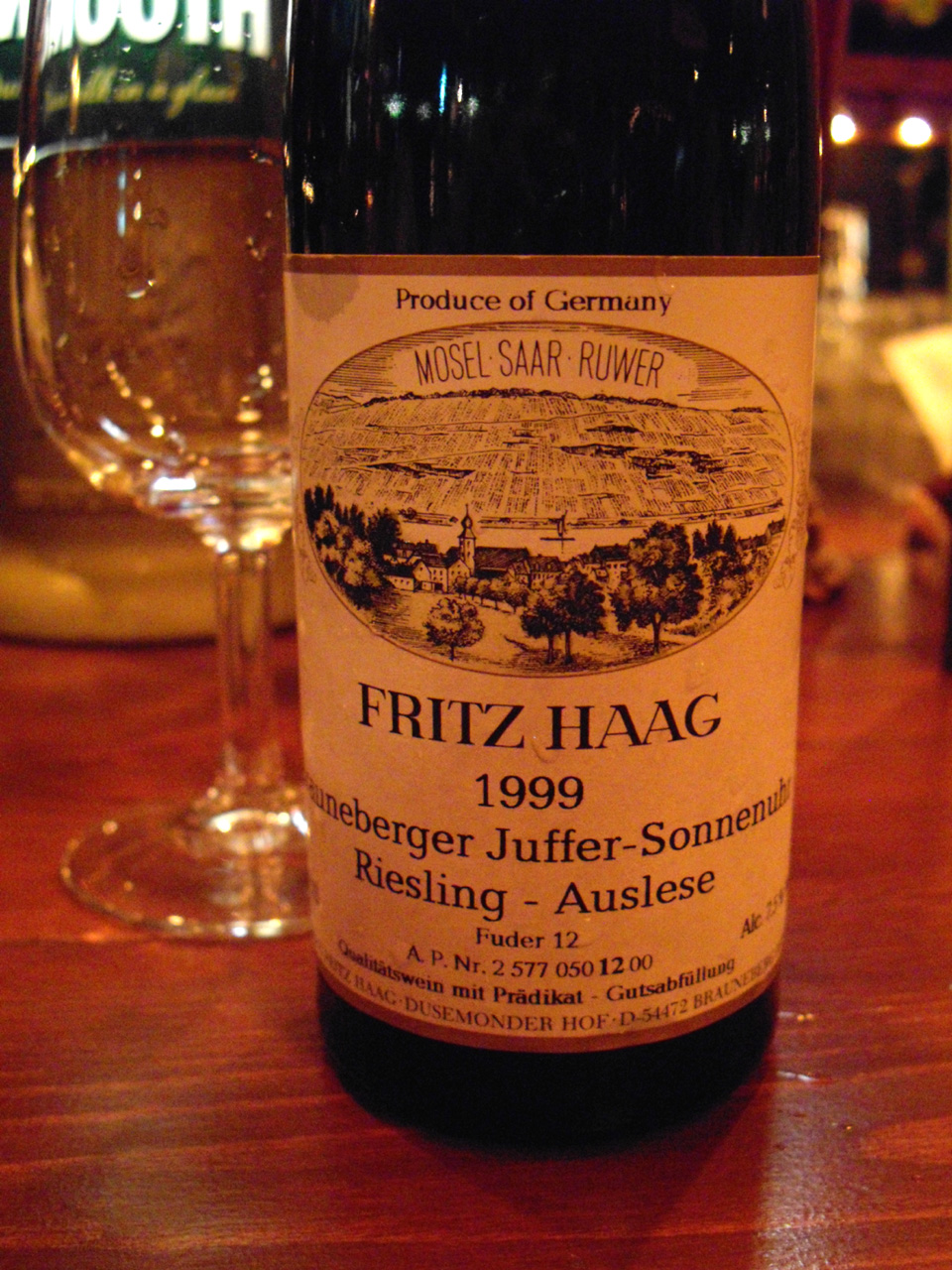

Auslese is de aanduiding voor een bepaald type Oostenrijkse en Duitse wijn.
Het woord kan misschien wel het beste worden vertaald met uitgelezen, uitgezocht, waarbij lezen (NL) en lesen (D) beide zoeken betekent. Daarnaast heeft het Duitse woord lesen ook de betekenis oogsten.
Een wijn mag het predicaat Auslese dragen als deze aan bepaalde wettelijke bepalingen voldoet. Zo mogen er alleen volrijpe druiven met een bepaald minimum mostgewicht gebruikt worden. Deze ligt ruim boven de 83° graden Oechsle. Ook oogstdata, druivenras en wijngaarden worden nauwkeurig beschreven.
De druiven worden met de hand geplukt om beschadigingen te voorkomen. Slechte en beschadigde druiven moeten uit de trossen worden verwijderd (Aus-lesen, uit-zoeken). Door de late pluk bevat de druif extra suiker en smaakstoffen, waardoor de daarvan gemaakte wijn extra smaak heeft.
Niet per definitie is een Auslese zoete wijn. De betere wijnmakers, met name in het Moezelgebied en de Rheingau, zijn in staat 'droge' Auslesen te maken. Dit zijn wijnen waarbij tijdens de vinificatie nagenoeg alle suiker vergist. Hierdoor smaakt de wijn niet meer zoet. Op het etiket wordt dan vermeld: "Trocken".
Auslese-wijnen kunnen erg lang lageren, waarbij ze ook nog eens in smaak evolueren.